# لطیفه وحیدی
لطیفه وحیدی سیاست‌مدار ایرانی بود، که در دوره بیست و چهارم مجلس شورای ملی بعنوان نماینده اردبیل از استان اردبیل در مجلس شورای ملی حضور داشت.